# Kokinsaari (ö, lat 62,78, long 28,78)
Kokinsaari är en ö i Finland.   Den ligger i kommunen Outokumpu i den ekonomiska regionen  Joensuu ekonomiska region  och landskapet Norra Karelen, i den centrala delen av landet, 300 km nordost om huvudstaden Helsingfors.